# Stazione di Medesano
La stazione di Medesano è una stazione ferroviaria posta sulla linea Fidenza-Fornovo. Serve il centro abitato di Medesano.

## Strutture e impianti
La gestione degli impianti è affidata a Rete Ferroviaria Italiana (RFI).

## Movimento
Dal 2013 la stazione è rimasta l'unica nella tratta tra Fornovo e Fidenza attiva per il servizio passeggeri. Al 2024 vi fermano tutti i servizi che percorrono la linea: quattro treni regionali svolti tutti i giorni da Trenitalia, due dei quali in servizio tra Milano Porta Garibaldi e Livorno Centrale e gli altri due tra Milano Centrale e Pisa Centrale, e, nei soli giorni di sabato e festivi, anche la coppia di treni regionali della relazione di Trenord denominata Freccia della Versilia, in servizio tra Bergamo e Pisa Centrale.
A novembre 2018, la stazione risultava frequentata da un traffico giornaliero medio di circa 20 persone (16 saliti + 4 discesi).

## Servizi
Dal punto di vista commerciale la stazione è classificata da RFI nella categoria "Bronze".

## Interscambi
Fra il 1908 e il 1937 la medesima località era servita dalla Tranvia Fornace Bizzi-Medesano esercita con tram a vapore e il cui capolinea sorgeva nelle vicinanze della stazione, in direzione centro.